# 取り木

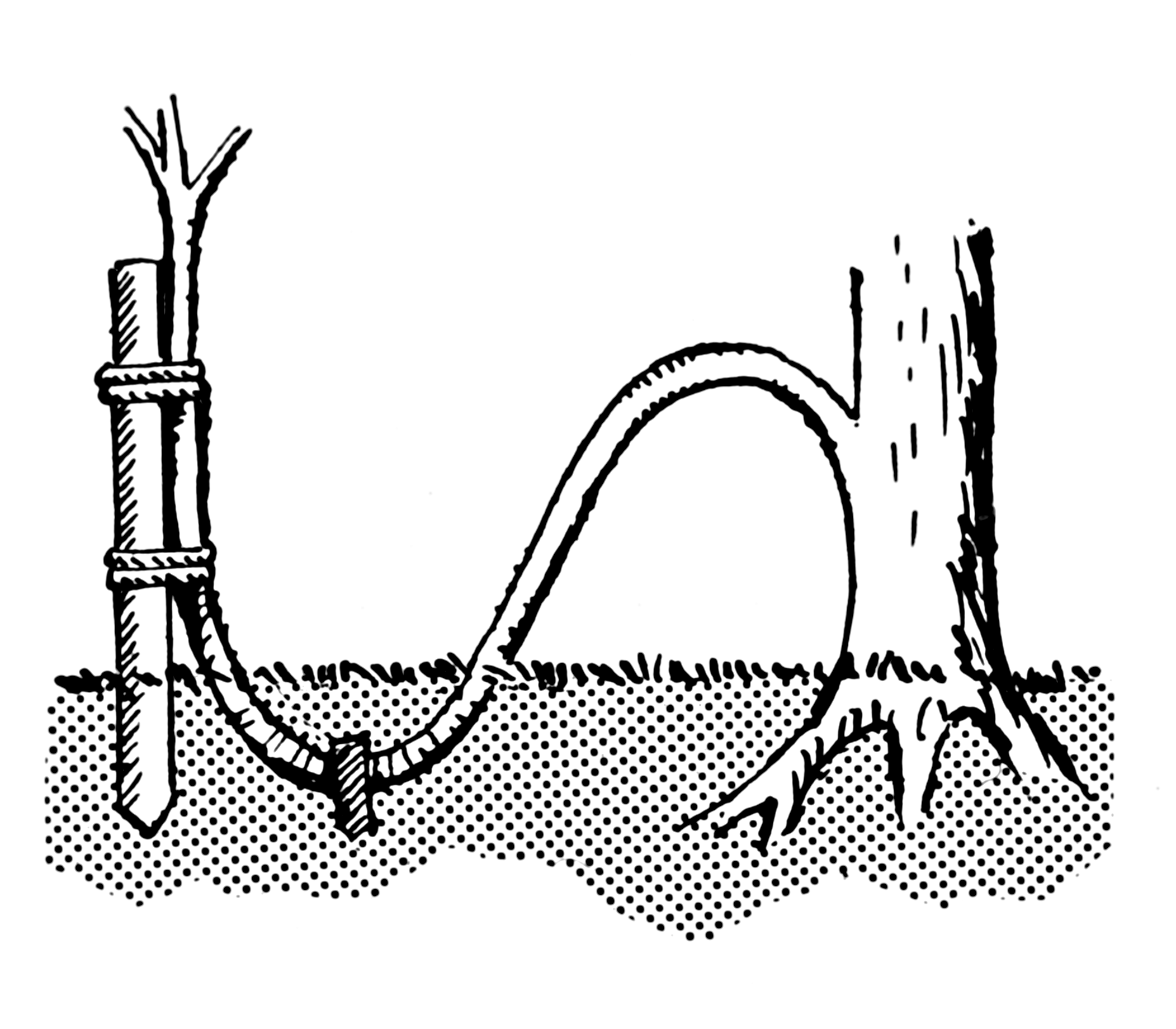
取り木

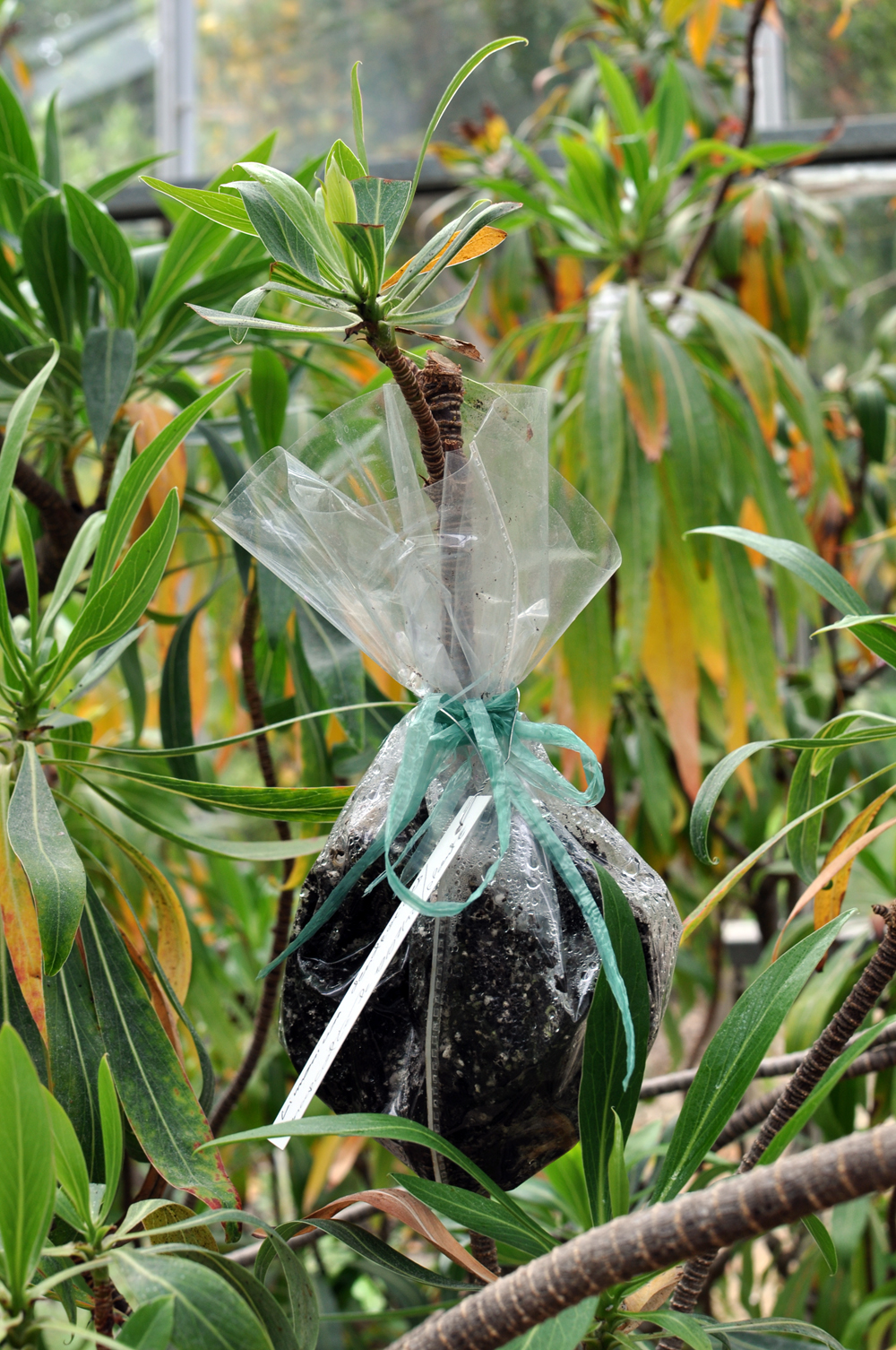
取り木

取り木（とりき、英語: layering, marcotting）とは、植物の人工的繁殖方法の一種。立木の幼枝や若枝の一部から発根させ、または根から発芽させたものを切り取って新たな株を得る方法である。

## 概要
挿し木や接ぎ木とともに種子によらない繁殖法で「栄養体繁殖」と総称されている。栄養体繁殖が発見された年代や発祥となった地域は不明である。しかし、メソポタミアでは川の氾濫後に河畔でヤナギの折れた枝が再生する例や倒れたナツメヤシが復活する例を経験していたとみられている。ダーウィンは1835年2月の航海日記で、チロエ島（チリ）ではインディオがリンゴの枝が地面に垂れ下がって泥が付いたところから根が生えたものを苗木として切り取り造林していると記載している。

## 取り木の方法
取り木の具体的な方法には次のような方法がある。
1. 樹木の地面近く根元に群生している幼枝で根の付いているものを苗木にする方法[1]
2. 樹木の若枝を人為的に土に埋めて発根させ苗木にする方法[1]（右図）
3. 樹木の根の一部を地表に露出させ発芽発根させて苗木にする方法[1]

このほか母株となる樹木の枝の部分を土を詰めた容器（かごなど）に通して発根させて苗木を得る「高取り」と呼ばれる方法がある（右写真）。高取りは家畜からの食害を防ぐために樹上の高い位置で行われるようになった方法とされている。フジ、サクラ、ツバキ、レンギョウなどに利用され、枝の直径の3〜4倍の長さの皮をはぎ取り、湿らせた水苔で包んでからビニールで覆っておき発根したものを新しい苗木とする。